# Caso
Caso ist ein Municipio der Autonomen Region Asturien, Spanien. Es grenzt im Norden an Piloña, im Osten an Ponga, im Westen an Sobrescobio und Aller und im Süden an die Provinz León. Die Hauptstadt Campo de Caso befindet sich 65 Kilometer von Oviedo, der Hauptstadt von Asturien.

## Geschichte

### Bis zum Mittelalter
Wie beinahe überall in Asturien, findet man auch hier im Tal des Nalón Spuren der Besiedelung bereits in der Bronzezeit. Dolmen und Wallburgen sind noch heute entlang des Flusses zu erkennen.

Auch die Römer hatten hier eine bedeutende Straße gebaut, die entlang dem Rio Navia führte. Noch immer bestehen Brücken und Fragmente der Straße, welche bis heute benutzt werden.

### Bis Heute
Im 12. Jahrhundert wird der Name Caso erstmals in Urkunden der Erzbistum Oviedo niedergelegt. Erst im 15. Jahrhundert macht die Gemeinde mit der Erschließung neuer Eisenminen wieder auf sich aufmerksam. Diese Minen begründen neben der Viehwirtschaft den Reichtum der Region.

### Wappen
Aus der Wappenrolle von Oviedo (Apuntes heráldicos. Heráldica asturiana y catálogo armorial de España, Oiedo, 1892) geht hervor, dass Ciriaco Miguel Vigil dieses von ihm geschaffene Wappen eingetragen hat.
- links: das Siegeskreuz mit dem Text: EL BIEN DEL CIELO NOS VINO (Das Gute kam vom Himmel)
- rechts: erinnert an die Viehwirtschaft und Caso als Provinz mit den höchsten Bergen Spanien

## Geologie

### Grund und Boden
Kalkstein und Schiefer, sind die beherrschenden Gesteinsformationen. Die Bergzüge der Sierra Carderu, Sierra Mermeja, Sierra Cortegueru, Puertos de Cotorgán, Sierra de Braña Piñuel, Sierra Pintacanales, Sierra Les Pries, Sierra de Cardenas, Sierra de Buceñao, Sierra de Pandemules und Sierra Xiblaniella bilden eine beeindruckende Landschaft.

### Flüsse und Seen
Der Rio Nalon und mehrere seiner Zuflüsse, wie:
Rio Los Cuadros, Rio Calcao, Rio Xuli Rio Arrudos, Rio Les Campes, Rio Rioseco, Río Monasterio, Rio Borbuques, Rio del Ablanosa, Rio Valines, Rio Coralón, Rio Pendones, Rio Orlé, Rio Enmedio
fließen durch die Gemeinde.
Der Stausee, Embalse de Tanes erstreckt sich noch in die benachbarte Gemeinde Sobrescobio.

### Verkehrsanbindung
- Nächster Flugplatz – Flughafen Asturias in Oviedo 65 km.
- Von Gijón oder der Provinz León kommend auf der AS-117, die Ausfahrt 635
- Haltestellen der FEVE sind in jedem Ort.

## Wirtschaft
„El país de la madreña“ (Land der Holzschuhe) wird diese Gemeinde nicht nur wegen ihrer anhaltenden Land- und Forstwirtschaft genannt, sondern es soll auch zeigen, dass das Holz in der gesamten Regionalen Wirtschaft stets von Bedeutung war und ist. Noch heute existieren große, alte Möbelschreinereien. Der Tourismus speziell der Natur- und Erholungstourismus ist eine wachsende Einnahmequelle der Gemeinde. Der Haupterwerb findet jedoch nicht mehr in der Landwirtschaft statt, die Zahl der Pendler in die nahen Industriegebiete von Gijón, Oviedo, aber auch León nimmt permanent zu.
| TOTAL | 359 | 100   |
| Ackerbau, Viehzucht und Fischerei | 161 | 44,85 |
| Industrie | 10  | 2,79  |
| Bauwirtschaft | 33  | 9,19  |
| Dienstleistungsbetriebe | 155 | 43,18 |
| Quelle: Daten aus dem Statistischen Amt für Wirtschaftliche Entwicklung in Asturien, Stand 2009. (PDF; 72 kB) SADEI, 2009, ehemals im Original (nicht mehr online verfügbar); abgerufen am 18. April 2018. (Seite nicht mehr abrufbar. Suche in Webarchiven) |     |       |

## Bevölkerungsentwicklung
Quelle: INE Grafische Aufarbeitung für Wikipedia

## Politik
Miguel Ángel Fernández Iglesias (PSOE) ist Bürgermeister seit 2017.
Die Aufteilung der 9 Sitze im „Gemeinderat“ ist wie folgt:
| Sitzverteilung im Gemeinderat von Caso |      |      |      |      |      |      |      |      |      |
| Partei                                 | 1987 | 1991 | 1995 | 1999 | 2003 | 2007 | 2011 | 2015 | 2019 |
| PSOE                                   | 3    | 4    | 4    | 2    | 2    | 1    | 3    | 4    | 5    |
| AP/PP                                  | 5    | 4    | 4    | 6    | 4    | 4    | 2    | 2    | 1    |
| IU-BA                                  | 3    | 3    | 3    | 3    | 3    | 4    | 2    | 3    | 2    |
| FAC                                    |      |      |      |      |      |      | 2    |      | 1    |
| Total                                  | 11   | 11   | 11   | 11   | 9    | 9    | 9    | 9    | 9    |

## Parroquias
Caso ist in 10 Parroquias unterteilt:
| - Bueres - Caleao (Caliao) - die Hauptstadt Campo De Caso (Campu Casu) - Coballes (Coballes) - Felguerina (La Felguerina) | - Orlé (Orllé) - Sobrecastiello (Sobrecastiellu) - Tanes (Tañes) - Tarna - Tozo (El Tozu) |

## Sehenswertes
- Naturpark Parque natural de Redes

## Feste und Feiern
- San José, in Soto de Caso – 19. März
- San Isidro, in Veneros – 15. Mai
- Hoguera de San Juan, in Campo de Caso – 24. Juni
- San Pedro, in Coballes – 29. Juni
- Santiago, in Bueres – 25. Juli
- San Salvador, in Bezanes – 6. August
- El Cristo, in Tanes – 14. September
- El Rosario, in Coballes – 7. Oktober